# Pirulo
José Antonio Ruiz Lopéz, meglio noto come Pirulo (Los Barrios, 17 aprile 1992), è un calciatore spagnolo, centrocampista del ŁKS.

## Carriera
Ha giocato nella massima serie dei campionati slovacco, bulgaro e polacco.

## Statistiche

### Presenze e reti nei club
Statistiche aggiornate al 5 novembre 2022.
| Stagione        | Squadra          | Campionato      | Campionato | Campionato | Coppe nazionali | Coppe nazionali | Coppe nazionali | Coppe continentali | Coppe continentali | Coppe continentali | Altre coppe | Altre coppe | Altre coppe | Totale | Totale |
| Stagione        | Squadra          | Comp            | Pres       | Reti       | Comp            | Pres            | Reti            | Comp               | Pres               | Reti               | Comp        | Pres        | Reti        | Pres   | Reti   |
| --------------- | ---------------- | --------------- | ---------- | ---------- | --------------- | --------------- | --------------- | ------------------ | ------------------ | ------------------ | ----------- | ----------- | ----------- | ------ | ------ |
| 2012-2013       | Malaga B         | TD              | 27+2       | 3+0        |                 | -               | -               |                    | -                  | -                  |             | -           | -           | 29     | 3      |
| 2013-2014       | L'Hospitalet     | SDB             | 25+5       | 4+1        | CR              | 1               | 0               |                    | -                  | -                  |             | -           | -           | 31     | 5      |
| 2014-2015       | Espanyol B       | SDB             | 30         | 3          |                 | -               | -               |                    | -                  | -                  |             | -           | -           | 30     | 3      |
| 2015-2016       | Sabadell         | SDB             | 25         | 2          | CR              | 1               | 0               |                    | -                  | -                  |             | -           | -           | 26     | 2      |
| 2016-feb. 2017  | Senica           | SL              | 17         | 4          | CS              | 0               | 0               |                    | -                  | -                  |             | -           | -           | 17     | 4      |
| feb.-giu. 2017  | Černo More Varna | 1L              | 6+9        | 1+0        | CB              | 1               | 0               |                    | -                  | -                  |             | -           | -           | 16     | 1      |
| 2017-2018       | Los Barrios      | TD              | 26         | 11         |                 | -               | -               |                    | -                  | -                  |             | -           | -           | 26     | 11     |
| 2018-2019       | Linense          | SDB             | 30         | 8          |                 | -               | -               |                    | -                  | -                  |             | -           | -           | 30     | 8      |
| 2019-2020       | ŁKS              | EK              | 32         | 1          | CP              | 3               | 1               |                    | -                  | -                  |             | -           | -           | 35     | 2      |
| 2020-2021       | ŁKS              | 1L              | 30+2       | 12+1       | CP              | 3               | 0               |                    | -                  | -                  |             | -           | -           | 35     | 13     |
| 2021-2022       | ŁKS              | 1L              | 32         | 10         | CP              | 0               | 0               |                    | -                  | -                  |             | -           | -           | 32     | 10     |
| 2022-2023       | ŁKS              | 1L              | 16         | 9          | CP              | 1               | 0               |                    | -                  | -                  |             | -           | -           | 17     | 9      |
| Totale ŁKS      | Totale ŁKS       | Totale ŁKS      | 110+2      | 32+1       |                 | 7               | 1               |                    | -                  | -                  |             | -           | -           | 119    | 34     |
| Totale carriera | Totale carriera  | Totale carriera | 314        | 70         |                 | 10              | 1               |                    | -                  | -                  |             | -           | -           | 324    | 71     |